# Dương Hạo
Dương Hạo (giản thể: 杨浩; phồn thể: 楊浩; bính âm: Yáng Hào, 586?-618), thường được biết đến theo tước hiệu Tần vương (秦王), là một trong những người xưng đế của triều Tùy vào những năm cuối của triều đại này.

## Bối cảnh
Dương Hạo là một cháu nội của Tùy Văn Đế- vị hoàng đế khai quốc của triều Tùy và là một trong 2 người con trai của Tần vương Dương Tuấn - hoàng tử của Tùy Văn Đế. Mẹ ông là Thôi vương phi. Năm 597, do tức giận và đố kị trước việc phu quân sủng ái các tiểu thiếp, Thôi vương phi đã bỏ độc vào dưa dâng cho Dương Tuấn ăn. Dương Tuấn lâm bệnh và phải đi từ nơi trấn thủ tại Tịnh châu (并州, nay gần tương ứng với Thái Nguyên, Sơn Tây) đến kinh thành Trường An để điều trị. Sau đó, việc Thôi vương phi hạ độc phu quân đã bị phát giác. Tùy Văn Đế hạ lệnh bà phải bị ly hôn và đưa trả bà về nhà người huynh Thôi Hoằng Độ (崔弘度), và sau đó lệnh cho bà phải tự sát.
Dương Tuấn đã không bao giờ hoàn toàn khỏi bệnh và qua đời vào năm 600. Tùy Văn Đế viện lý do rằng tội Thôi vương phi đã làm ô uế Dương Hạo còn em trai của Dương Hạo là Dương Trạm (楊湛) lại do tiểu thiếp sinh ra, do đó Tùy Văn Đế đã không cho phép ai kế tự tước hiệu Tần vương. Mặc dù Tùy Văn Đế ra lệnh rằng các thành viên trong gia quyến của Dương Tuấn phải đi đưa ma, song cả Dương Hạo và Dương Trạm đều bị loại ra khỏi lễ tang.

## Dưới thời Tùy Dạng Đế trị vì
Tùy Văn Đế qua đời vào năm 604, bác ruột của Dương Hạo là Dương Quảng đã đăng cơ kế vị, tức Tùy Dạng Đế. Năm 606, Tùy Dạng Đế phong cho Dương Hạo tước Tần vương và phong cho Dương Trạm tước Tế Bắc hầu. Năm 613, Dương Hạo nhậm chức đô úy của Hà Dương quận (河陽, nay gần tướng ứng với Tiêu Tác, Hà Nam) khi tướng Dương Huyền Cảm nổi dậy gần đó. Tùy Dạng Đế khi đó đang ở tiền tuyến tấn công Cao Câu Ly, hoàng đế đã phái tướng Vũ Văn Thuật (宇文述) rút quân khỏi Cao Câu Ly để đánh Dương Huyền Cảm, khi đó Vũ Văn Thuật và Dương Hạo đã trao đổi thư tín, họ còn gặp nhau và hợp quân đánh Dương Huyền Cảm. Tuy nhiên, sau khi dập tắt được cuộc nổi dậy của Dương Huyền Cảm, Dương Hạo bị kết tội vì đã giao thiệp với hạ thần triều đình (một hành động không được phép đối với các thân vương) và bị bãi chức.
Vào mùa xuân năm 618, Tùy chìm sâu vào trong các cuộc nổi dậy, Dương Hạo cùng với Tùy Dạng Đế ở tại Giang Đô (江都, nay thuộc Dương Châu, Giang Châu) khi tướng Vũ Văn Hóa Cập (con của Vũ Văn Thuật) tiến hành chính biến và sát hại Tùy Dạng Đế. Các lãnh đạo chính biến cũng sát hại nhiều người thân của Tùy Dạng Đế cũng như các hạ thần cao cấp. Tuy nhiên, do Dương Hạo là bạn với Vũ Văn Trí Cập (em của Vũ Văn hóa Cập), Vũ Văn Trí Cập đã thuyết phục Vũ Văn hóa Cập tha cho Dương Hạo, sau đó, Dương Hạo được tuyên bố là hoàng đế theo một chiếu chỉ nhân danh Tiêu hoàng hậu (chính thất của Tùy Dạng Đế), song quyền lực thực tế nằm trong tay Vũ Văn hóa Cập.

## Trị vì
Vũ Văn hóa Cập ngay sau đó đã từ bỏ Giang Đô và dẫn tàn dư triều Tùy và Kiêu Quả quân tinh nhuệ tiến về phía Bắc. Trong khi tiến quân, Dương Hạo trên thực thế bị quản thúc trong 'Thượng thư tỉnh' (尚書省), bị canh gác nghiêm ngặt. Các thánh chỉ do Dương Hạo phê chuẩn, song ông thậm chí còn không được diện kiến với các quan lại. Ngay sau đó, Vũ Văn hóa Cập đã giao chiến với thủ lĩnh khởi nghĩa Lý Mật song đã phải chịu một số thất bại và cuối cùng phải triệt thoái đến Ngụy huyện (魏縣, nay thuộc Hàm Đan, Hà Bắc). Nhận thấy sức mạnh quân sự của mình bị suy yếu, Vũ Văn hóa Cập chán nản. Sau đó, Vũ Văn hóa Cập quyết tâm phải trở thành hoàng đế trong lúc vẫn còn sống, và do đó đã đầu độc Dương Hạo, tự xưng là hoàng đế của nước Hứa.